# Aalborg Værft
Aalborg Værft A/S var ett varv i Ålborg i Danmark.
Varvet grundades 1912 av bröderna Peter och Immanuel Stuhr som Stuhrs Maskin- og Skibsbyggeri. Det första nybygget var Jens Riis, som löpte av stapeln 1913. Varvet ändrade namn till Aalborg Skibsværft 1922 och Aalborg Maskin- og Skibsbyggeri 1937.
År 1937 övertogs varvet av Rederiet J. Lauritzen och namnändrades till Aalborg Værft A/S. Varvet hade under 1950- och början av 1960-talet en hög produktion och blev 1957 Ålborgs största arbetsplats. Det lades ned 1988 efter att ha tillverkat 226 fartyg.

## Byggda fartyg i urval
- 1938 M/S Fryken
- 1952 M/S Kista Dan, polarskepp, för rederiet J. Lauritzen
- 1960 M/S Öresund för Svenska Rederi AB Öresund. Skrovet byggdes av Sölvesborgs varv.
- 1962 M/S Ørnen för Dampskibsselskabet Øresund
- 1974 Dana Regina för DFDS, 1994-2011 Vana Tallinn för Tallink
- 1978 Dana Anglia för DFDS, numera Moby Corse
- 1979 M/F Jens Kofoed, för Bornholmstraffiken A/S, för linjen Ystad–Rönne, från 2005 M/S Eckerö
- 1982 Tropicale, kryssningsfartyg, för Carnival Cruise Lines, numera Ocean Dream
- 1983 Arahura, järnvägsfärja i Cooksundet, för New Zealand Railways Corporation
- 1985 Holiday, kryssningsfartyg för Carnival Cruise Lines, numera MS Magellan

## Bildgalleri

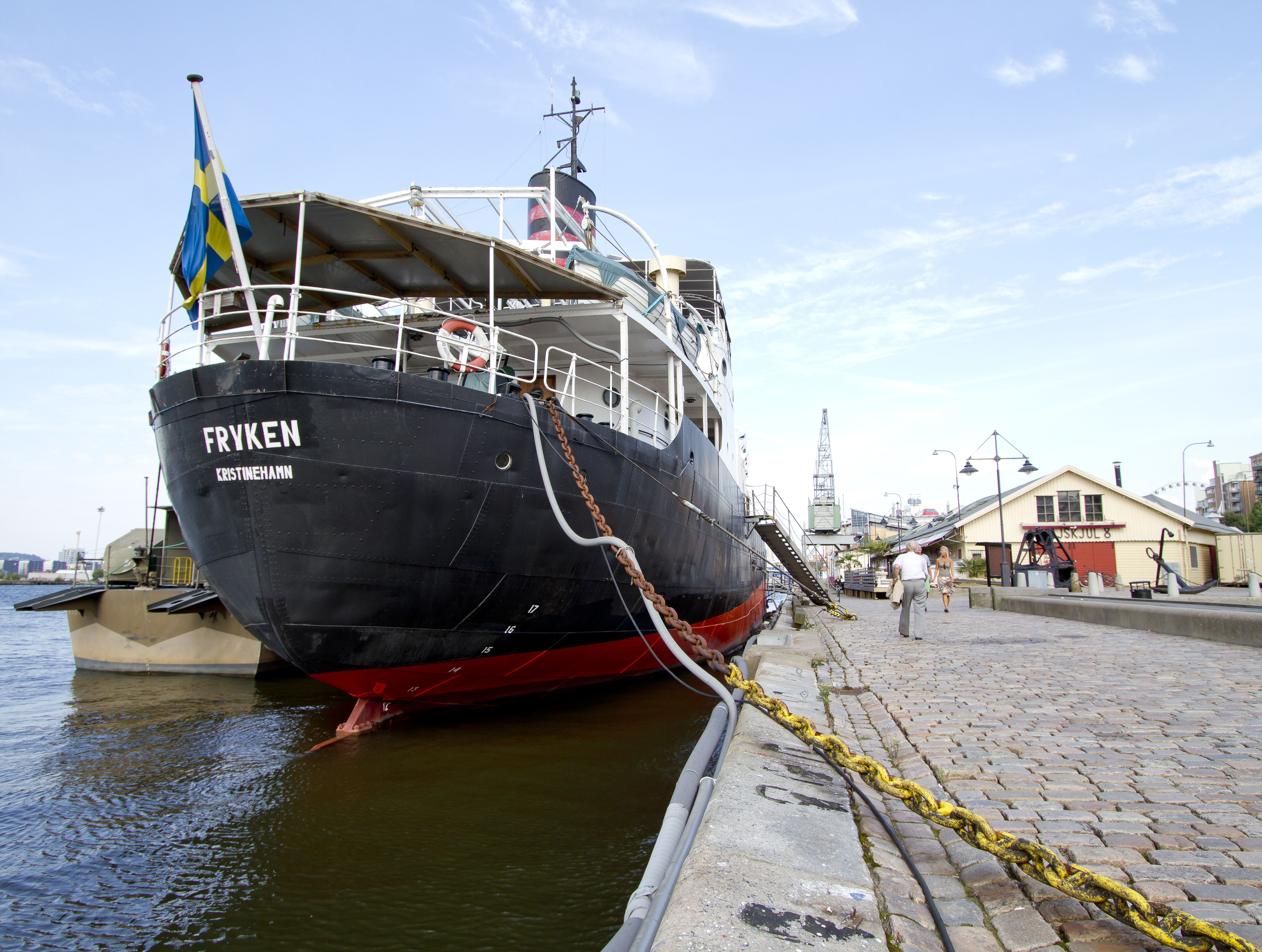
M/S Fryken, byggd 1938
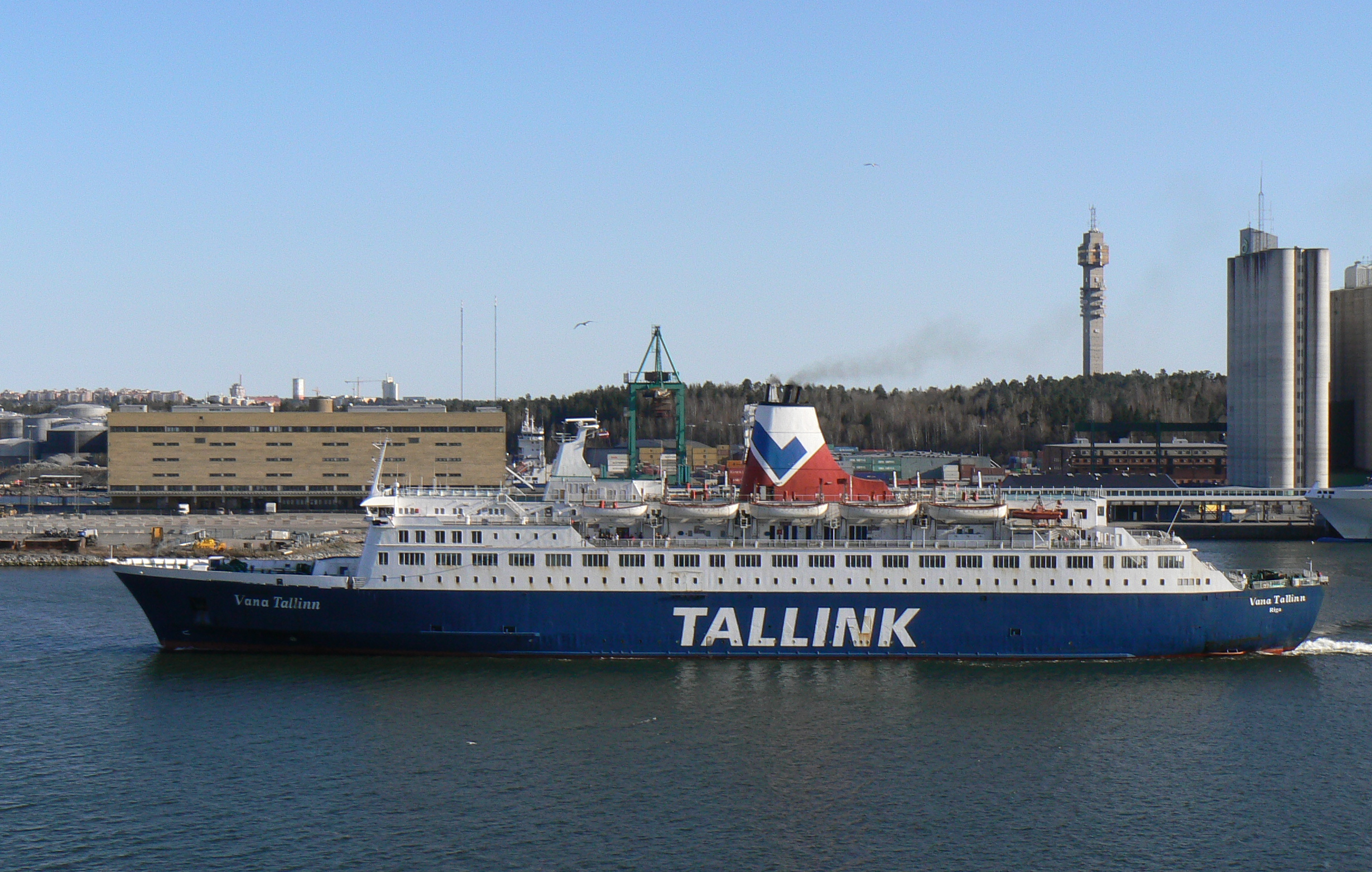
M/S Vana Tallinn, tidigare M/S Dana Regina, i Stockholm 2008
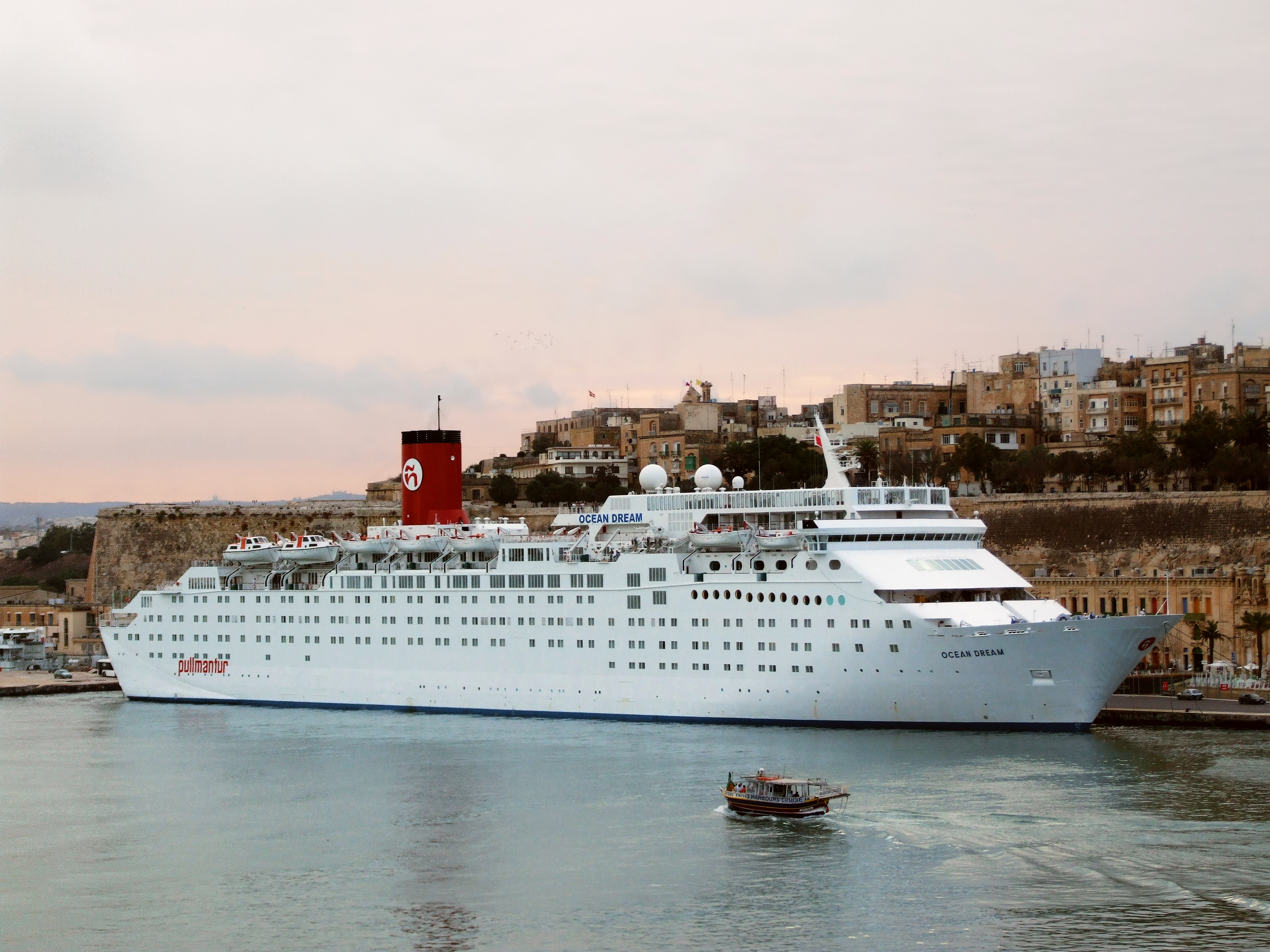
Ocean Dream, tidigare Tropicale, i Valetta i Malta 2008
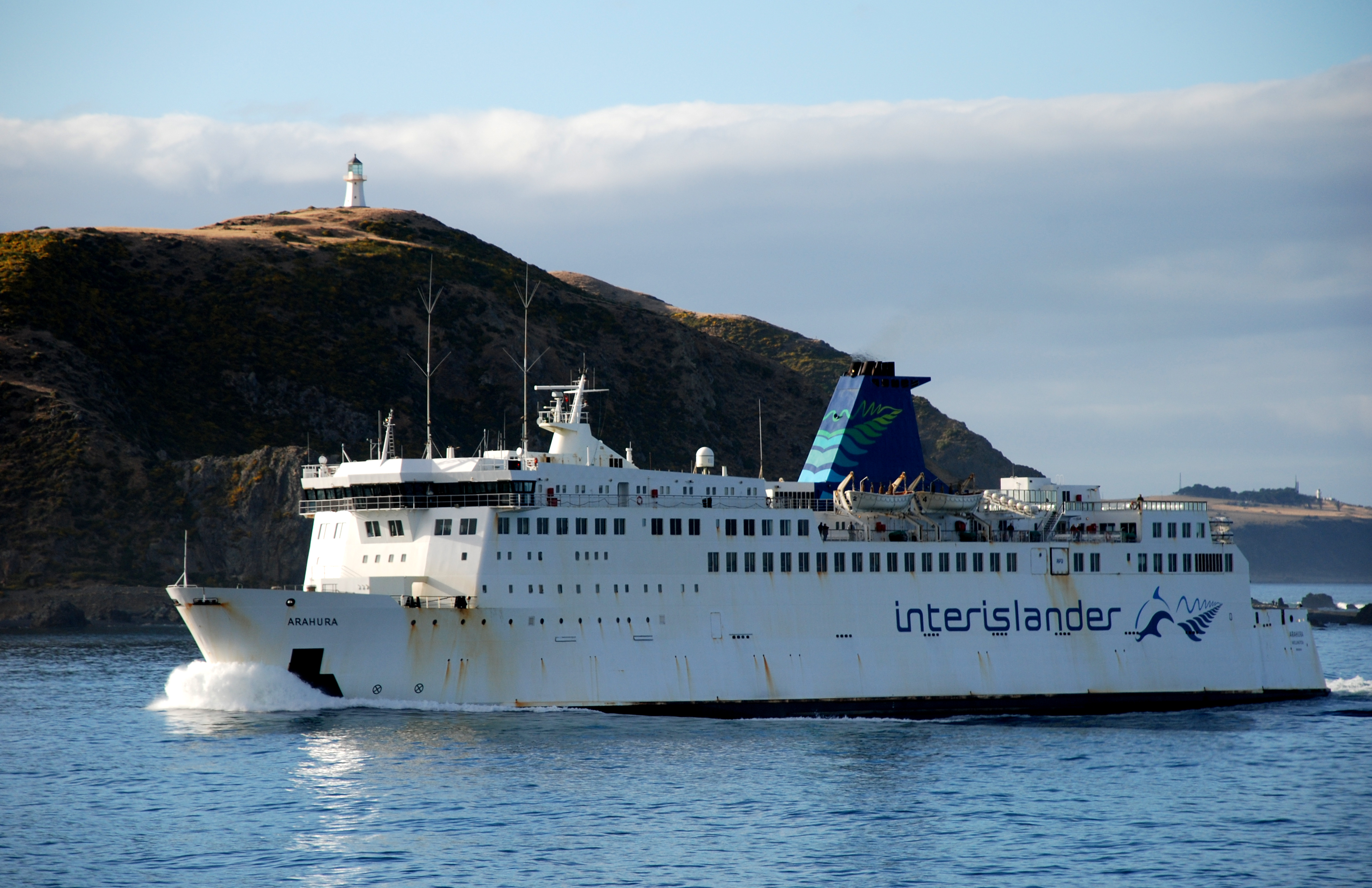
Järnvägsfärjan Arahura i Nya Zeeland 2007
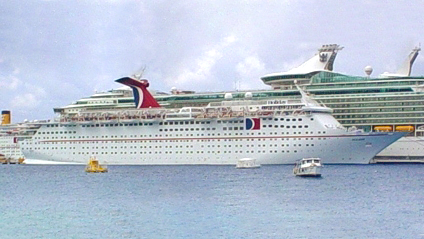
Holiday i San Miguel de Cozumel i Mexiko 2004